# Arjan Samplonius
Arjan Samplonius (19 januari 1982) is een Nederlandse schaatscoach. Hij is sinds 2019 assistent-coach bij het Team Albert Heijn Zaanlander onder leiding van Jillert Anema. 
Daarvoor was hij coach bij Team Beslist.nl en Team Reggeborgh waar hij Kai Verbij en Ronald Mulder begeleidde. Bij Team AH Zaanlander was hij onder meer verantwoordelijk voor de successen van Irene Schouten.